# Agnes River (vattendrag i Kanada)
Agnes River är ett vattendrag i Kanada.   Det ligger i provinsen Ontario, i den sydöstra delen av landet, 500 km väster om huvudstaden Ottawa.
I omgivningarna runt Agnes River växer i huvudsak blandskog. Trakten runt Agnes River är nära nog obefolkad, med mindre än två invånare per kvadratkilometer.